# Château des Capitaines-gouverneurs
Le château des Capitaines-gouverneurs ou château du Capitaine Royal, est un château situé à Puycelsi, dans le Tarn, en région Occitanie (France). Construit au XVe siècle, il accueillait les gouverneurs royaux de la forêt de Grésigne.

## Historique

### Origine
Le château des Capitaines-gouverneurs est bâti au XVe siècle, afin d'y accueillir le capitaine-gouverneur de la forêt de Grésigne. En effet, celle-ci est alors rattaché au domaine royal, et des gouverneurs y sont nommés depuis le XIVe siècle.

### Jusqu'à aujourd'hui
Après la Révolution française, il occupe successivement différentes fonctions. Tout d'abord utilisé comme orphelinat, il est ensuite abandonné, son toit s'écroule, et il sert alors d'étable sans toiture. Restauré, un céramiste s'y installe, puis il est utilisé comme studio d'enregistrement pour musique techno.
Aujourd'hui, l'édifice est séparé entre résidences privés et une brasserie artisanale, la brasserie artisanale de Puycelsi.

## Architecture

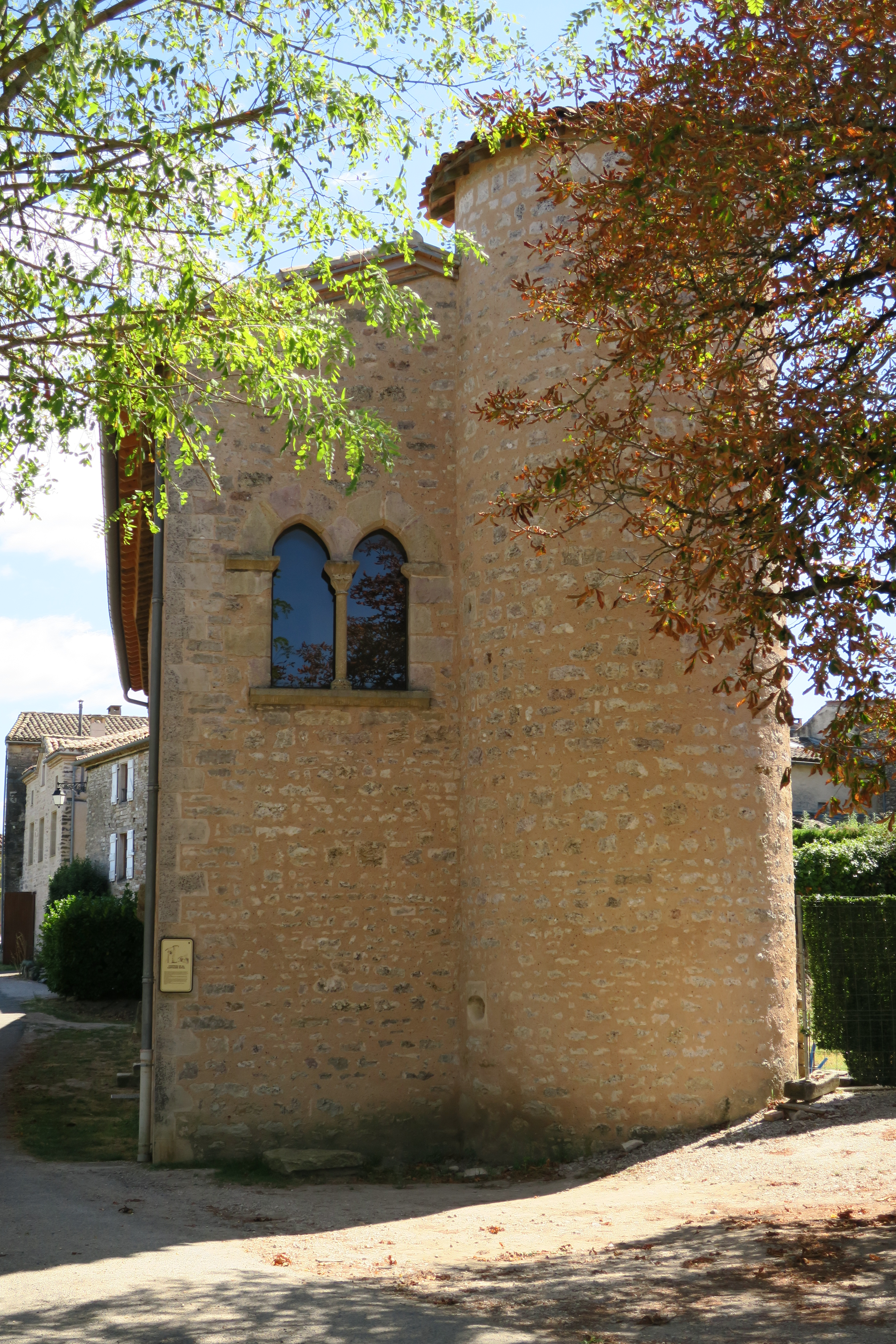
Vue de la façade Ouest, et de la tour d'angle à cannonière.

Le château des Capitaines-gouverneurs, situé à l'extrémité Nord-Ouest de l'éperon où est perché Puycelsi, se compose de deux corps de logis flanqués de deux tours circulaires. Une de celles-ci est placée à l'angle Sud-Ouest de l'édifice, tandis que l'autre se trouve à la jonction des deux corps de logis, qui se trouvent l'un dans le prolongement de l'autre. Cette seconde tour comporte aussi une porte d'entrée finement ornée, et renferme possiblement un escalier à vis. Les deux corps de logis possède une loggia couverte, en leur étage supérieur, ouverte sur la façade Sud pour le logis Ouest, et sur la façade Nord pour le logis Est.
Le nombre d'ouvertures de la bâtisse, et leur aspect non-défensif, démontre une fonction résidentielle et non défensive. Le château semble donc être soit un édifice précurseur de la Renaissance, soit avoir été remanié ultérieurement. Le seul élément défensif notable est la présence d'une petite bouche à feu située sur la tour d'angle Sud-Ouest. Est aussi remarquable la présence de deux fenêtres gothiques, semblables à celles d'un édifice religieux, sur le corps de logis Ouest.

## Galerie

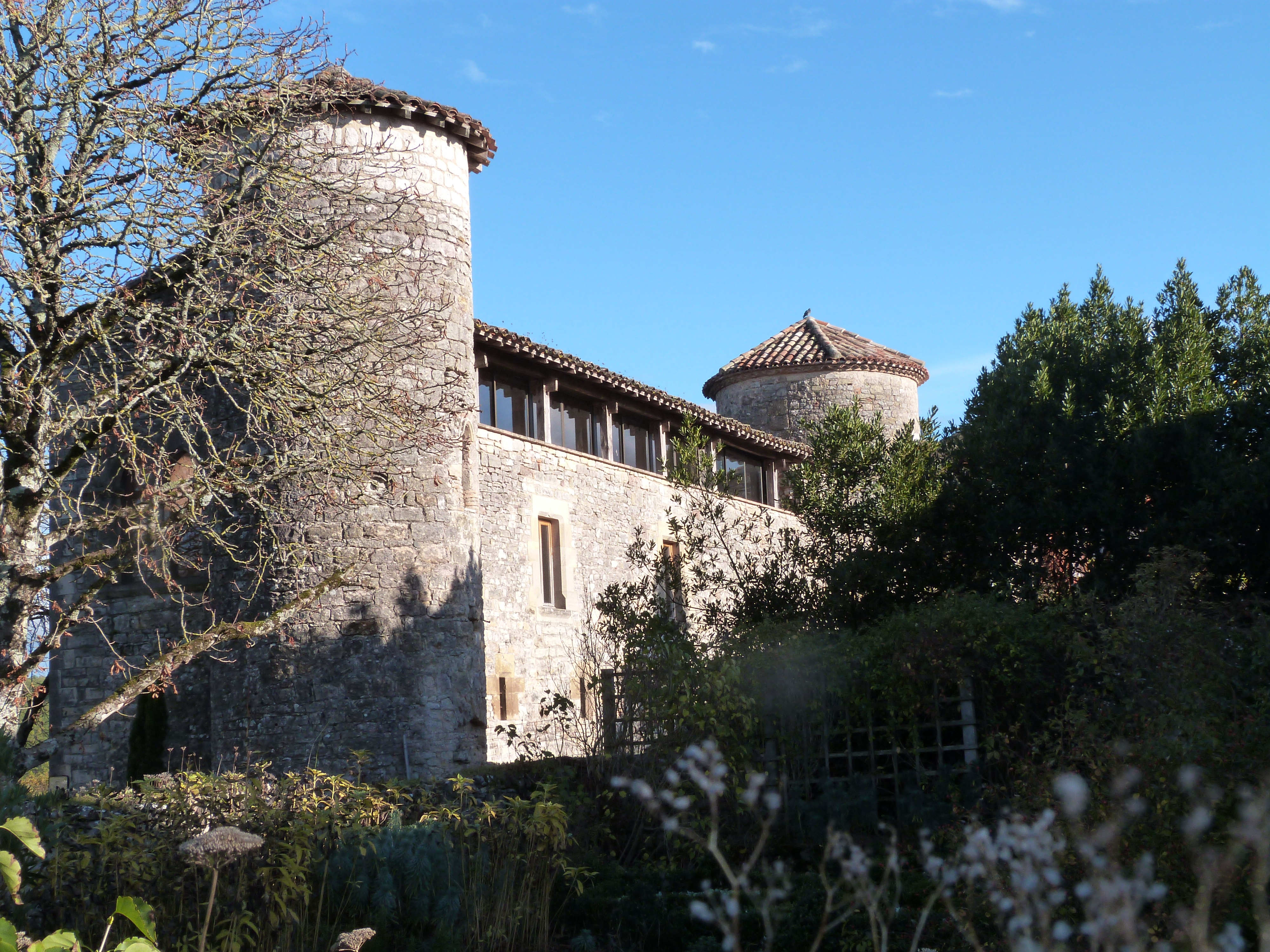
Vue de la façade Sud, encadrée des deux tours
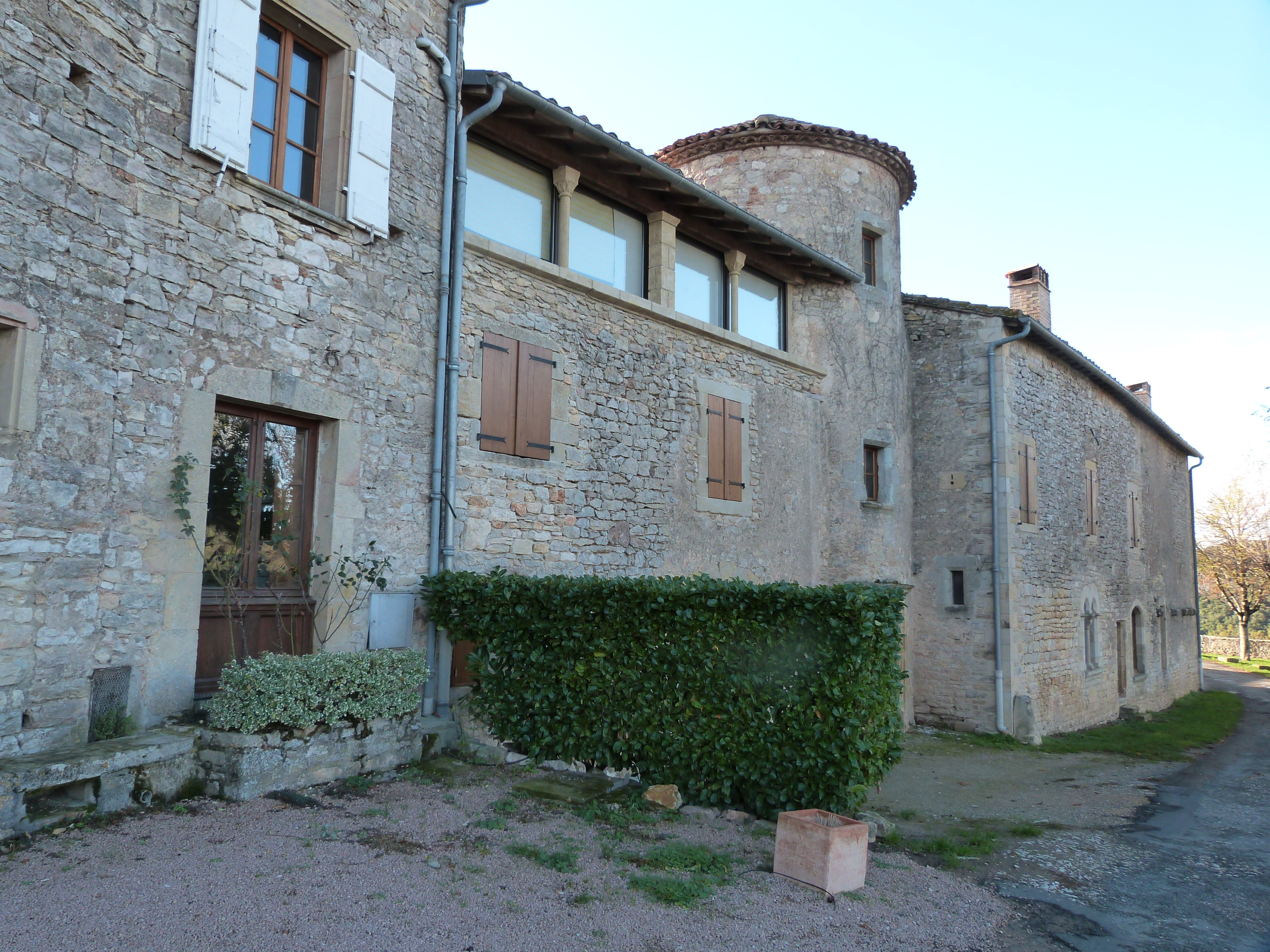
Vue de la façade Nord
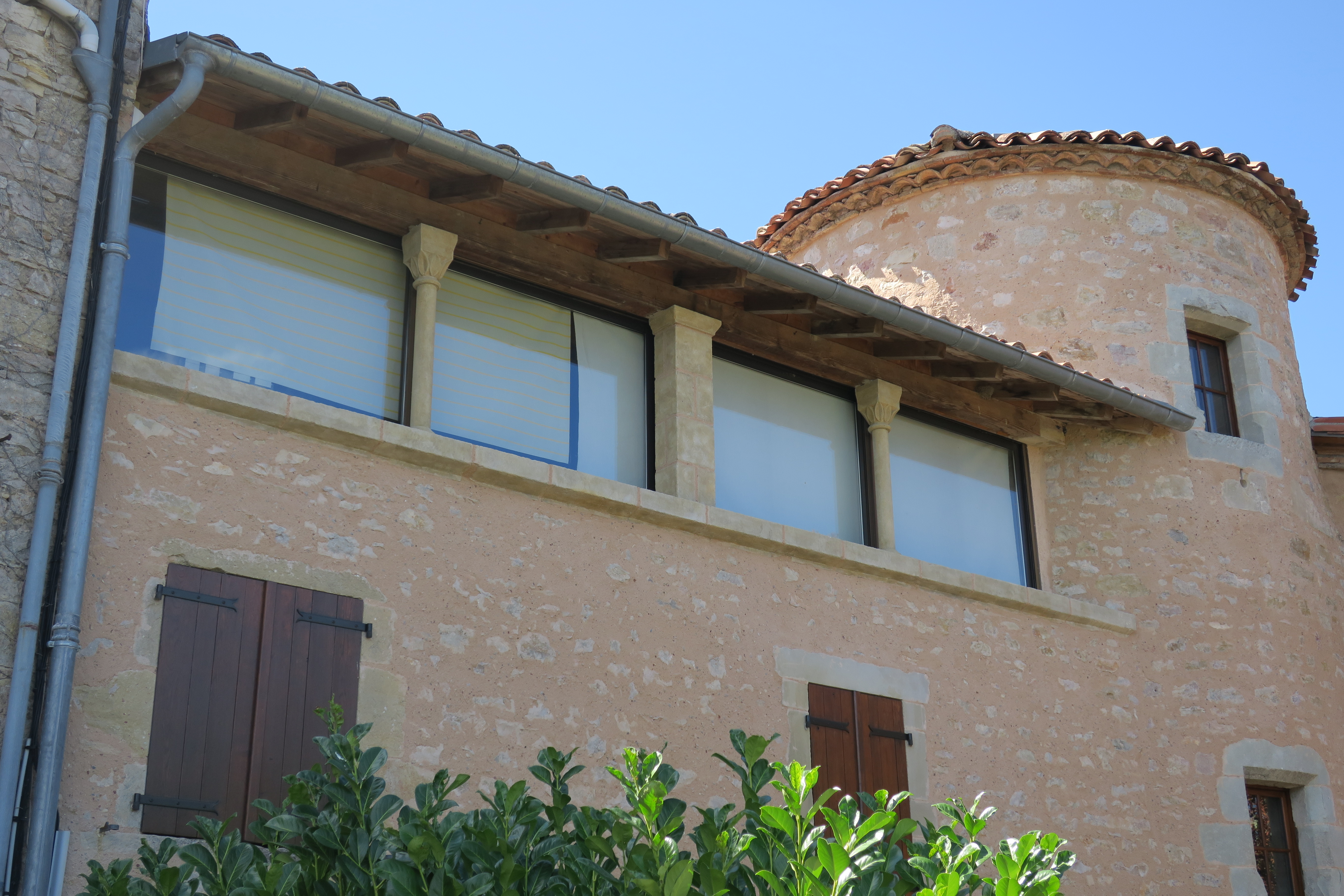
Façade Nord - détail, loggia
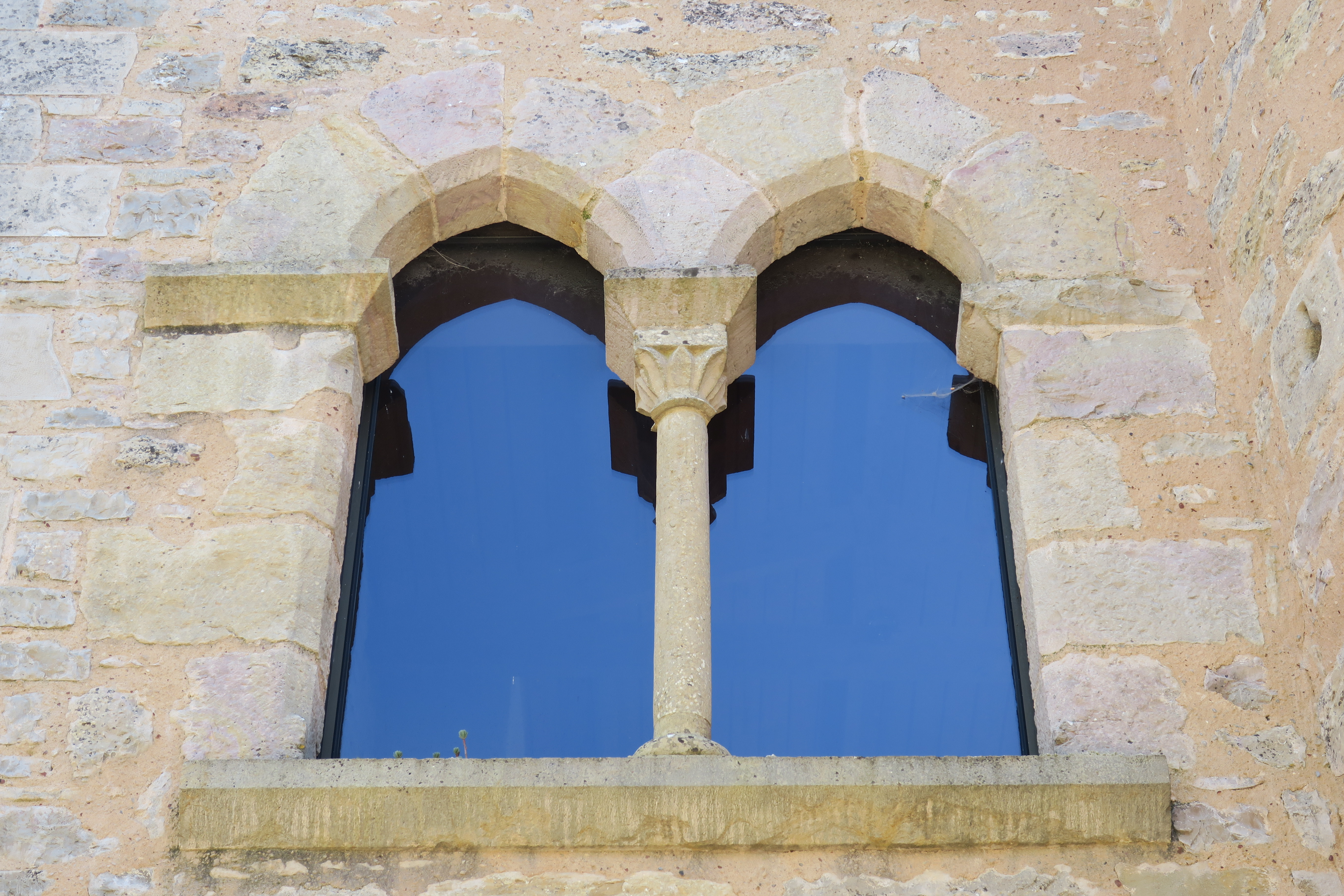
Fenêtres gothiques - détail